# Monomythe
Le concept du monomythe (monomyth), développé par Joseph Campbell dans ses livres et ses conférences à partir de la fin des années 1940, avance l'idée que tous les mythes du monde racontent essentiellement la même histoire, dont ils ne seraient que des variations. Dans son livre Le Héros aux mille et un visages (The Hero with a Thousand Faces), paru en 1949, Campbell avance ce qu'il affirme être une structure universelle de tous les mythes du monde, qui relateraient un voyage du héros (The Hero's Journey). Le concept du monomythe tente également de découvrir des traits communs à toutes les cosmogonies.

Le voyage du héros.

## Structure du monomythe
Le concept de monomythe traduit l'idée selon laquelle tous les grands mythes, de l'Antiquité à nos jours, répondent à un même schéma narratif. Dans l'introduction du Héros aux mille et un visages, Campbell résume ainsi le canevas du monomythe tel qu'il le conçoit : 

« Un héros s'aventure à quitter le monde du quotidien pour un territoire aux prodiges surnaturels : il y rencontre des forces fabuleuses et y remporte une victoire décisive. Le héros revient de cette mystérieuse aventure avec la faculté de conférer des pouvoirs à ses proches. »

## Genèse du concept de monomythe
Le terme de monomythe est emprunté à James Joyce. Dans son livre Theories of Mythology, l'helléniste Eric Csapo mentionne brièvement les travaux de Campbell dans la section « Psychanalyse » et les définit comme « une approche jungienne à la base, quoique éclectique, du mythe ». Les travaux de Campbell sont influencés par la psychologie analytique fondée par Jung (lui-même ancien collaborateur de Sigmund Freud) dans la première moitié du XXe siècle.

## Influence artistique
Le concept permet à Campbell d'accéder à la notoriété en dehors du champ universitaire. Le schéma narratif avancé par Campbell pour son monomythe a été repris et adapté pour être utilisé comme technique d'écriture en littérature et au cinéma pour concevoir des scénarios. Par exemple, George Lucas a admis s'en être inspiré pour sa trilogie de science-fiction Star Wars. Il a lu la plupart des livres de Campbell, dont Le Héros aux mille et un visages qu’il consulte à nouveau au moment de la rédaction du scénario du premier épisode de Star Wars, dont le scénario est conforme au canevas du monomythe. Campbell indique avoir lui-même retrouvé son travail dans la première trilogie lorsque George Lucas l'invite à la regarder dans sa propriété en 1983 ; il indique s'en être trouvé « honoré » et avoir « développé une grande admiration » pour George Lucas. Au milieu des années 80, Campbell est interviewé à la télévision américaine par le journaliste Bill Moyers pour un documentaire diffusé en 1988 intitulé “Le Pouvoir des mythes", qui contribue à la médiatisation de ses idées. Paradoxalement, la notoriété du monomythe l'a rendu plus prévisible et a suscité un certain agacement au moment de la sortie de La Menace fantôme, ainsi qu'une volonté de « dépasser le monomythe, le déstructurer ou le parodier » selon l'universitaire Richard Mèmeteau.

## Critiques adressées au concept de monomythe

### Critiques universitaires
Dans un article portant sur les méthodes d'étude des mythes, Lesley Northrup indique que le concept de monomythe a rencontré peu d'écho parmi les chercheurs étudiant les mythologies, ces chercheurs abordant avec méfiance les affirmations générales à portée universelle. 
Plusieurs critiques ont porté sur le caractère extrêmement vague des arguments avancés par Campbell à l'appui de sa théorie et ont fait remarquer qu'elle manque des preuves savantes nécessaires à sa confirmation. En réponse à un film dans lequel Campbell présentait le monomythe, Muriel Crespi indique que ce concept est « insatisfaisant du point de vue des sciences sociales. L'ethnocentrisme de Campbell va soulever des objections, et son niveau analytique est si abstrait et si dépourvu de remise en contexte ethnographique que le mythe perd toutes les significations qui sont supposées être associées au "héros". » Dans Sacred Narrative: Readings in the Theory of Myth, Alan Dundes rejette les travaux de Campbell et voit en lui un vulgarisateur : « Comme la plupart des universalistes, il se contente d'affirmer simplement l'universalité plutôt que de prendre la peine de la prouver par des documents. (...) Si les généralisations de Campbell sur le mythe sont dépourvues de preuves, pourquoi les étudiants devraient-ils prendre en considération son travail ? »
Dans une thèse de doctorat achevée au Pacifica Graduate Institute en 1998, The Power of Choice, Druscilla French examine et critique plusieurs théories sur les mythes, dont celle de Campbell. Elle reproche au monomythe de Campbell « [d']imposer subtilement son cadre de référence en répétant avec insistance qu'un certain type de voyage héroïque est reconnu universellement comme le chemin vers la divinité et la plus haute forme d'individuation. »

### Critiques d'artistes
Le romancier américain Kurt Vonnegut tourna en dérision le point de vue de Campbell en le qualifiant d'excessivement baroque et en offrant sa propre interprétation du monomythe, qu'il nomma la théorie « Dans le trou ». Elle se résumait ainsi : « Le héros a des problèmes, le héros résout ses problèmes. »[réf. nécessaire]

#### Ouvrages de Campbell développant le concept du monomythe
- The Hero with a Thousand Faces, 1949, traduit sous le titre Le Héros aux mille et un visages, Robert Laffont, 1977. Réédité chez Oxus en 2010  (ISBN 978-2848981222).
- Les Héros sont éternels, Seghers, 1987.

#### Études savantes évoquant les travaux de Campbell
- (en) Eric Csapo, Theories of Mythology, Malden (MA)/Oxford (Royaume-Uni)/Victoria (Australie), Blackwell Publishing, 2005.
- (en) Alan Dundes, Sacred Narrative: Readings in the Theory of Myth, 1984.
- (en) Druscilla French, The power of choice : a critique of Joseph Campbell's "monomyth," Northrop Frye's theory of myth, Mark Twain's orthodoxy to heresy, and C.G. Jung's God-image, thèse de doctorat (PhD), Carpinteria (Californie), Pacifica Graduate Institute, 1998.
- (en) Lesley Northup, "Myth-Placed Priorities : Religion and the Study of Myth", Religious Studies Review, n°32.1, 2006, pages 5-10.